# Dicarpa antarctica
Dicarpa antarctica är en sjöpungsart som beskrevs av Monniot 1976. Dicarpa antarctica ingår i släktet Dicarpa och familjen Styelidae.
Artens utbredningsområde är Södra Ishavet. Inga underarter finns listade i Catalogue of Life.